# Ewald Hanstein

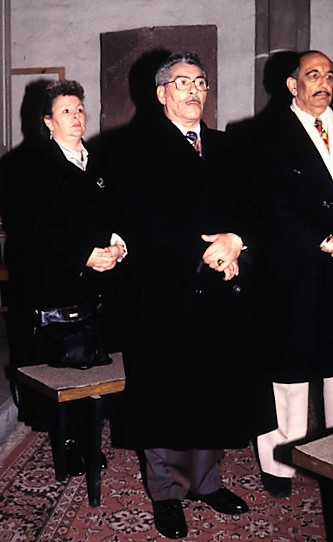
Ewald Hanstein (am 11. April 1995 bei der Gedenkfeier „50 Jahre Befreiung des KZ Mittelbau-Dora“ in Nordhausen mit Angehörigen)

Ewald Hanstein (* 8. April 1924 in Oels; † 4. September 2009 in Bremen) war ein deutscher Sinto und Überlebender des Porajmos. Er überlebte Auschwitz-Birkenau, Buchenwald, Dora-Mittelbau und die Todesmärsche. Nach Kriegsende kämpfte er jahrzehntelang für die Anerkennung der Angehörigen der Roma-Minderheit als NS-Opfer.

## Leben

### Kindheit in der Weimarer Republik
Ewald Hanstein wurde vor allem bei seinen Großeltern in der Klosterstraße im Stadtzentrum von Breslau groß. Der Vater war als Arbeiter und Musiker tätig, die Eltern gingen vom Frühjahr bis zum Herbst in Schlesien auf Reise. Die Mutter handelte mit Kurzwaren, Klöppeldecken und Haushaltsbedarf. Ewald Hanstein entwickelte unter den günstigen familiären Bedingungen viel musikalisches Talent, so dass er zeit seines Lebens immer auch professionell Musik machen konnte. Spätestens in den 1930er Jahren traten der Vater und ein Onkel der KPD bei. Damit gehörten die beiden zu einer Minderheit der deutschen Sinti, für die es – so der Sohn in seinen Lebenserinnerungen – „ungewöhnlich (war), sich politisch zu betätigen.“ Der Vater spielte in einem Spielmannszug der KPD, er malte Plakate und erledigte Schriftverkehr für seine Partei. In der Wohnung der Großeltern fanden auch Gruppentreffen statt. Der Sohn erinnerte sich an handfeste Auseinandersetzungen mit der SA, an denen sein Vater nach einem Umzug der Eltern mit den Kindern nach Breslau-Masselwitz im proletarischen Viertel Scheitnig teilnahm, und an eine Hausdurchsuchung nach der Machtübernahme durch die NSDAP und ihre deutschnationalen Bündnispartner, „bei der man nach verräterischen Dokumenten fahndete“. Auch der Sport spielte in der Familie eine große Rolle. Ewalds Onkel Rudi Schmidt war ein stadtbekannter Boxer (Halbmittelgewicht), der es bis zum schlesischen Meister brachte und der von Walter Neusel trainiert und gefördert wurde. Ein zweiter Onkel, Siegfried Schmidt, Bruder von Rudi Schmidt, war Torwart bei Blau-Weiß 90 Berlin.

### Nationalsozialismus
1936 zog die Familie, um der besonderen Sichtbarkeit im kleineren Breslau zu entgehen, nach Berlin um. Dort wurde sie wenig später gezwungen, im „Zigeunerlager“ Marzahn, einem Zwangslager, zu leben. 1942 flüchtete Ewald Hanstein nach Deportationsgerüchten aus dem Lager Marzahn zunächst in die Wohnung eines Onkels, der unerfasst geblieben war. Er fand Arbeit bei verschiedenen Firmen und nach der Deportation auch des Onkels ein neues Versteck bei Berliner Nicht-Sinti, erklärten Antifaschisten. Im Mai 1943 wurde er entdeckt, festgenommen und nach Auschwitz-Birkenau deportiert. Zu diesem Zeitpunkt waren dort bereits seine Mutter und seine sechs Geschwister, die aus Marzahn dorthin deportiert worden waren. Sie überlebten das Lager nicht. Der Vater war bereits 1938 im Zuge der „Aktion Arbeitsscheu Reich“ im KZ Sachsenhausen inhaftiert worden. Auch er überlebte das Lager nicht. Der Liquidierung des sogenannten „Zigeunerfamilienlagers“ in Birkenau im August 1944 entging der junge Hanstein, weil er anders als seine Mutter und seine Geschwister als noch arbeitsfähig eingestuft wurde und „auf Transport“ in die Lager Buchenwald, Mittelbau-Dora und die Außenlager Ellrich-Juliushütte und Harzungen kam. Als das Lager Harzungen geräumt wurde, zwang die SS die verbliebenen Häftlinge auf einen Todesmarsch über den Harz ins Bördeland, wo Ewald Hanstein Mitte April 1945 bei Eggersdorf von Angehörigen der US-Armee befreit wurde.
In seinen Erinnerungen schrieb er zum Schicksal seiner weiteren Familienangehörigen: „Als ich in Auschwitz ankam, lebten nur noch drei Geschwister meiner Mutter. Als ich in Buchenwald ankam, hörte ich, daß alle vergast worden waren.“

### Nach NS-Ende
Nach Ende des NS-Regimes blieb Hanstein in Eggersdorf an der Saale, fand Anschluss an Einheimische, machte eine Schlosserlehre, arbeitete in einem Radiatorenwerk und heiratete in eine Eggersdorfer Familie ein. Er trat der Vereinigung der Verfolgten des Naziregimes (VVN) bei und, da er auch eingedenk seines, wie er sagte, „weitsichtigen“ kommunistischen Vaters „viel Sympathie für Sozialdemokraten und Kommunisten (empfand)“, wurde er Mitglied der SPD und nach deren Zusammenschluss mit der KPD der SED sowie der FDJ. Als NS-Verfolgter, was, wie Hanstein in seinen Lebenserinnerungen betont, in der „DDR als ehrenhaft (galt)“, erhielt er die Möglichkeit, aus dem Radiatorenwerk zur Bahnpolizei zu wechseln. Aus undurchsichtigen Gründen angeklagt, sich als Volkspolizist entgegen den Vorschriften in den Westsektoren Berlins aufgehalten zu haben, kam er 1950 mehrere Monate in Untersuchungshaft. Er wurde zwar nicht verurteilt, aber aus dem Polizeidienst entlassen. 1954 ging er mit seiner Familie in den Westen nach Bremen. Dort entstanden bald Kontakte zu anderen Überlebenden aus der Minderheit. In der DDR, so erklärte er später, habe man die Existenz von Sinti „totgeschwiegen“, im Westen sei sie „zum Skandal erklärt“ worden. Dort hätten „die Polizeiberichte bei Himmler abgeschrieben sein können.“ In Bremen entstand nicht weit von dem Lager für DDR-Übersiedler, wo die Familie Hanstein bis zu ihrem Wechsel in eine Wohnung in der Stadt lebte, ein städtischer Wohnplatz für die Minderheit („der Riespott“), der Hanstein an das Lager Marzahn erinnerte. Tatsächlich stellte sich in den 1970er Jahren heraus, dass es sich um ein vormaliges Nebenlager des KZ Neuengamme handelte – in dem auch viele Sinti, darunter mit dem bekannten Boxer Johann Wilhelm Trollmann ein Verwandter von Hanstein, inhaftiert gewesen waren. Dort wurde er nun für andere Sinti in rechtlichen und sozialen Fragen aktiv. Er fand Arbeit bei Borgward und machte nebenher viel Musik mit einer eigenen Gruppe (Rhythmusgruppe Hanstein) bis hin zu gemeinsamen Auftritten mit den Peheiros.
1957 beantragte Hanstein in Bremen eine Entschädigung als NS-Verfolgter. Sein Antrag wurde wieder und wieder abgelehnt. Erst Anfang der 1980er Jahre war ein Amtsarzt bereit, ihm eine 30-%-verfolgungsbedingte Schädigung zuzugestehen, so dass er nun rentenberechtigt wurde. Fast ein weiteres Jahrzehnt später wurde der Prozentsatz dann erhöht. Seine Erfahrungen verallgemeinerte Hanstein zu dem Schluss, die NS-Verfolgten müssten viele Jahre „um eine Mini-Rente kämpfen“, während diejenigen, „die für unser Leid verantwortlich sind, fette Pensionen erhalten, die ihnen bis ins Ausland nachgeschickt werden.“
Ab 1979 engagierte er sich im Bremer Sinti-Verein, der zu einem Landesverband Bremen im nun begründeten Verband Deutscher Sinti und Roma wurde. Hanstein wurde erster Vorsitzender der Bremer und der Bremerhavener Gruppe und später Ehrenvorsitzender. Der Verein organisierte Schulprojekte und war Träger einer kleinen Werkstatt, in der Hanstein Schlosser- und Schweißerkenntnisse vermittelte. Man forschte gemeinsam mit dem Historiker Hans Hesse zur NS-Verfolgung der Bremer und Bremerhavener Sinti. Außerdem wurde er Vorstandsmitglied des Zentralrats der deutschen Sinti und Roma in Heidelberg. 1993 wurde Hanstein von der Landesregierung in den Beirat der KZ-Gedenkstätte Mittelbau-Dora berufen.
Hanstein war als Vertreter der Verfolgtengeneration in bremischen Schulen, Bürgerhäusern, kirchlichen und anderen Einrichtungen und bei regionalen sowie überregionalen Veranstaltungen aktiv. Im Jahr 2002 wurde er von der Internationalen Friedensschule Bremen mit dem Franco-Paselli-Friedenspreis geehrt. Für sein politisches Wirken erhielt er 2006 das Bundesverdienstkreuz am Bande.